# 赤坂村 (新潟県)
赤坂村（あかさかむら）は、かつて新潟県北蒲原郡にあった村。

## 沿革
- 1889年（明治22年）4月1日 - 町村制施行に伴い北蒲原郡久保村、六野瀬村、渡場村、草水村が合併し、赤坂村が発足。
- 1901年（明治34年）11月1日 - 北蒲原郡安田村、大和村と合併し、安田村を新設して消滅。
- 1959年（昭和34年）10月1日 - 安田村から旧村域の大字渡場の一部が分離され、五泉市に編入。